# Tammy (filme)
Tammy (bra: Tammy: Fora de Controle) é um filme de comédia e estrada estadunidense dirigido e co-escrito por Ben Falcone em sua estreia como diretor, e produzido, co-escrito e estrelado por Melissa McCarthy como a personagem titular, junto com Susan Sarandon. O filme também é estrelado por Allison Janney, Gary Cole, Mark Duplass, Toni Collette, Sandra Oh, Nat Faxon, além de Dan Aykroyd e Kathy Bates. O filme conta a história de uma mulher chamada Tammy que pega a estrada com sua avó profana e alcoólatra depois de descobrir que seu marido a está traindo.
O filme foi lançado nos Estados Unidos e no Canadá em 2 de julho de 2014, e no Brasil no dia seguinte. Embora tenha sido um sucesso de bilheteria, arrecadando US$ 100,3 milhões com um orçamento de US$ 20 milhões, o filme recebeu críticas muito negativas, com McCarthy e Sarandon recebendo indicações ao Framboesa de Ouro de pior atriz e pior atriz coadjuvante, respectivamente.

## Sinopse
Tammy perde seu emprego ao mesmo tempo em que descobre ser traída pelo marido. Desiludida, ela resolve fazer uma longa viagem com sua avó Pearl, que abusa de palavras de baixo calão e bebidas alcoólicas.

## Elenco
- Melissa McCarthy como Tammy Banks
- Susan Sarandon como Pearl Balzen
- Kathy Bates como Lenore
- Allison Janney como Deb
- Dan Aykroyd como Don
- Gary Cole como Earl Tillman
- Mark Duplass como Bobby Tillman
- Sandra Oh como Susanne
- Toni Collette como Missi Jenkins
- Nat Faxon como Greg Banks
- Ben Falcone como Keith Morgan
- Sarah Baker como Becky
- Rich Williams como Larry
- Mark L. Young como Jesse
- Mia Rose Frampton como Karen

## Produção

### Escolha do Elenco
Em 18 de outubro de 2012, foi anunciado que Shirley MacLaine estava em negociações para interpretar a avó diabética de Tammy, mas o acordo nunca chegou a ser concretizado devido a seus conflitos de agenda com a série de TV Downton Abbey. Em 20 de março de 2013, Susan Sarandon assumiu o papel da avó. Além de, Kathy Bates que foi adicionada ao elenco para interpretar a prima lésbica da avó, que salva a dupla de algumas enrascadas. E Mark Duplass se juntou para interpretar um homem que Tammy conhece em sua viagem e eles desenvolvem uma estranha relação. Em 4 de abril, Allison Janney se juntou ao elenco para interpretar a mãe de Tammy. Em 5 de abril, Dan Aykroyd integrou o elenco do filme.

### Filmagens
As filmagens começaram no dia 03 de maio de 2013, em Wilmington, North Carolina. Outros locais de filmagem incluem as áreas circundantes de Shallotte e Boiling Spring Lakes. Também teve breve filmagem em Louisville, Kentucky e Niagara Falls, New York.

## Recepção
O filme recebeu críticas negativas dos críticos. Rotten Tomatoes deu ao filme uma pontuação de 23%, baseado em 166 comentários com uma classificação média de 4,3/10. Consenso do site é: Melissa McCarthy continua a ser uma presença de tela atraente, mas seus esforços não são suficientes para manter Tammy nos trilhos. O Metacritic, que usa uma média ponderada, atribuiu ao filme uma pontuação de 39 em 100, baseado em 36 críticos, indicando "críticas geralmente desfavoráveis".

### Bilheteria
O filme arrecadou US$ 6,2 milhões no dia da abertura, e US$ 21,6 milhões no seu primeiro fim de semana, terminando em segundo lugar nas biheterias (perdendo para Transformers: Age of Extinction). Arrecadando US$ 100,5 milhões contra um orçamento de US$ 20 milhões, Tammy tornou-se um sucesso de bilheteria.

### Prêmios e Indicações
| Ano  | Cerimônia                                | Categoria                       | Nomeado                         | Resultado |
| ---- | ---------------------------------------- | ------------------------------- | ------------------------------- | --------- |
| 2014 | Palm Springs International Film Festival | Diretores Para Assistir         | Ben Falcone                     | Venceu    |
| 2014 | Teen Choice Awards                       | Estrela de Filme de Verão       | Melissa McCarthy                | Indicado  |
| 2015 | People's Choice Awards                   | Atriz Favorita de Comédia       | Melissa McCarthy                | Venceu    |
| 2015 | Razzie Awards                            | Pior Atriz                      | Melissa McCarthy                | Indicado  |
| 2015 | Razzie Awards                            | Pior Atriz Coadjuvante          | Susan Sarandon                  | Indicado  |
| 2015 | GLAAD Media Awards                       | Melhor Filme - Amplo Lançamento | Melhor Filme - Amplo Lançamento | Indicado  |